# Phrynocephalus vlangalii
Espèce
Synonymes
- Phrynocephalus vlangalii var. nanschanica Bedriaga, 1907
- Phrynocephalus vlangalii var. geckoides Bedriaga, 1909
- Phrynocephalus vlangalii var. parva Bedriaga, 1909
- Phrynocephalus vlangalii var. pylzowi Bedriaga, 1909
- Phrynocephalus reldoe Bedriaga, 1909
- Phrynocephalus vlangalii var. grombtschewskii Bedriaga, 1909
- Phrynocephalus vlangalii var. parva Bedriaga, 1909
- Phrynocephalus putjatae Bedriaga, 1909

Statut de conservation UICN

 LC  : Préoccupation mineure
Phrynocephalus vlangalii est une espèce de sauriens de la famille des Agamidae.

## Répartition
Cette espèce est endémique de République populaire de Chine. Elle se rencontre entre 2 000 et 4 500 m d'altitude au Xinjiang, au Qinghai, au Gansu et au Sichuan,.

## Liste des sous-espèces
Selon The Reptile Database (8 mai 2015) :
- Phrynocephalus vlangalii hongyuanensis Zhao, Jiang & Huang, 1980
- Phrynocephalus vlangalii vlangalii Strauch, 1876

## Étymologie
Cette espèce est nommée en l'honneur d'Alexandre Georgievitch Vlangali (1823-1908). Le nom de la sous-espèce Phrynocephalus vlangalii hongyuanensis, composé de hongyuan et du suffixe latin -ensis, « qui vit dans, qui habite », lui a été donné en référence au lieu de sa découverte, le xian de Hongyuan.

## Publications originales
- Prjevalski, 1876 : Mongoliya i Strana Tangutov. Tryokhletneye puteshestviye v Vostochnoj Nagoruoj Asii. Société géographique impériale de Russie.
- Jiang, Huang & Zhao, 1980 : A new subspecies of Phrynocephalus vlangalii (Strauch) and preliminary observations on its ecology. Acta Zoologica Sinica, vol. 26, p. 178-183.